# Alperstedt
Alperstedt è un comune di 746 abitanti della Turingia, in Germania.
Appartiene al circondario di Sömmerda ed è amministrato dalla Verwaltungsgemeinschaft Gramme-Vippach.